# Раковац, Драгутин
Драгутин Раковац — (Вугровец, 1 ноября 1813 − Загреб, 22 ноября 1854) — хорватский писатель, переводчик, публицист и общественный деятель. 

## Биография
Родился в 1813 году. Завершил изучение философии и права в 1831 году в Загребе. С 1831 года он работал в Банском стол и в юридической фирме. Сотрудничал с Людевитом Гаем и редактором Novine horvatzkih (1835–1842), а также с Людевитом Вукотиновичем и Станко Вразом, основателем и редактором Kolo (1842). С 1841 года он был секретарем Экономического общества и редактором ряда его изданий, а также «Народного альманаха» (1847–1850). Благодаря его заслугам был опубликован «Господарский список», который он возглавлял с 1841 по 1850 год. Он также был первым хранителем Национального музея (1846). Он писал, переводил и адаптировал юношеские литературные произведения на кайкавском диалекте (Т. Кёрнер и др.), была опубликована его адаптация монодрамы А. Коцебу «Старый конюх и корзины» (1832). Единственное оригинальное драматическое произведение, сохранившееся до наших дней, — драматическая поэма «Дух» (1832), а пьеса «Вероника од Десинич», начатая в 1831 году, сегодня известна только по названию. Как штокавский поэт он появился в 1835 году в первом выпуске «Даники Иллирийс» с патриотической, а позднее и любовной лирикой («Сила любви», 1837 и др.), программно указывая на романтический неопетраркизм и предшествуя Вразу. На основе словацкого образца он сочинил песню «Славянский дух», три куплета которой стали гимном «Второй» Югославии (Гей, славяне). Совместно с Вукотиновичем он опубликовал первую хорватскую антологию патриотической поэзии «Pjesmarica: pjesme domodromne» (1842). В своем политическом труде «Малый катехизис для великих людей» (1842) он защищает достоинство хорватского языка и право на хорватскую национальную идентичность от венгерского посягательства. Его мемуарная проза «Дневник» (1922) была опубликована посмертно и имеет важное значение для истории хорватского Возрождения.
Он умер в Загребе в 1854 году.